# Montigny-Lengrain
Montigny-Lengrain är en kommun i departementet Aisne i regionen Hauts-de-France i norra Frankrike. Kommunen ligger  i kantonen Vic-sur-Aisne som ligger i arrondissementet Soissons. År 2022 hade Montigny-Lengrain 684 invånare.

## Befolkningsutveckling
Antalet invånare i kommunen Montigny-Lengrain
Referens: INSEE